# Asus
ASUSTeK Computer Incorporated (ASUS) je tvrtka koja proizvodi Grafičke kartice, monitore, prijenosna računala i mobitele. Nakon osnutka ASUS se pojavljuje na ljestvici "InfoTecha 100" i "Aziju's Top 10".
 također proizvodi komponente za druge proizvođače, kao što su:
- Apple Inc. (iPod, iPod Shuffle, MacBook)
- Alienware
- Falcon Northwest
- Hewlett-Packard
- Palm, Inc.

## Povijest
TH Tung, Ted Hsu, Wayne Hsieh i MT Liao osnivaju tvrtku ASUS 2. travnja 1990. u Taipei, Tajvan - sva četiri osnivača rade kao računalni inženjeri za Acer. Naziv ASUS ima značenje Pegaz, krilati konj iz Grčke mitologije.